# Port (Ain)

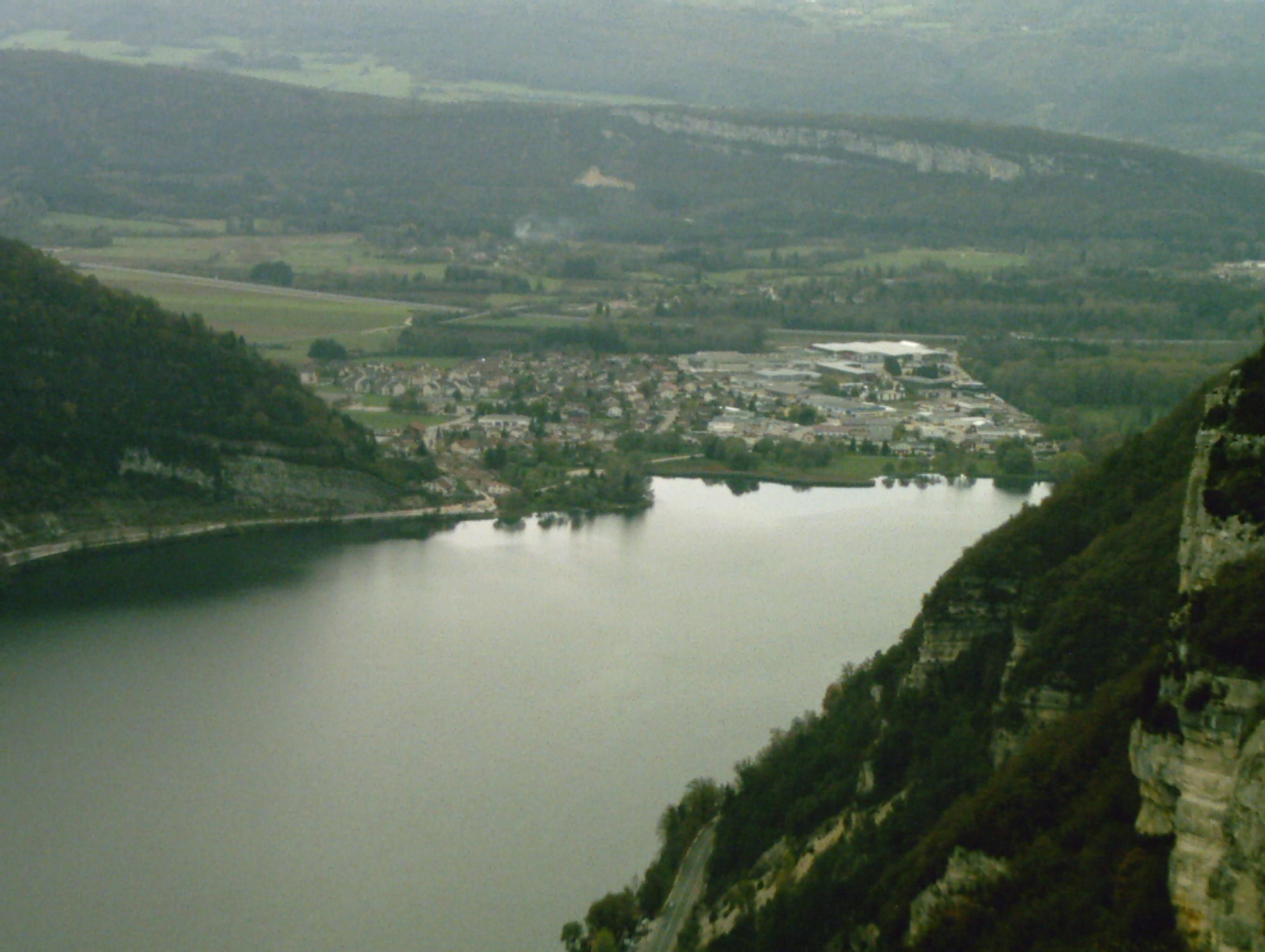
Port

Port is een gemeente in het Franse departement Ain (regio Auvergne-Rhône-Alpes) en telt 897 inwoners (2004). De plaats maakt deel uit van het arrondissement Nantua.

## Geografie
De oppervlakte van Port bedraagt 4,2 km², de bevolkingsdichtheid is 213,6 inwoners per km².
Port ligt in de Jura aan het meer van Nantua.
De onderstaande kaart toont de ligging van Port (Ain) met de belangrijkste infrastructuur en aangrenzende gemeenten.

## Demografie
Onderstaande figuur toont het verloop van het inwonertal (bron: INSEE-tellingen).

Vanwege een beveiligingsprobleem met de MediaWiki Graph-software is het momenteel niet mogelijk deze grafiek weer te geven. Zodra de software is bijgewerkt zal de grafiek vanzelf weer zichtbaar worden.